# Mysterium tremendum
Mysterium tremendum (gr.-lat. „Geheimnis, das Furcht und Zittern auslöst“) bezeichnet das Göttliche als Ursache und Gegenstand ehrfürchtigen Erschauerns.
Der Begriff wurde von dem evangelischen Theologen und Religionswissenschaftler Rudolf Otto in seinem Hauptwerk Das Heilige geprägt, um ein seines Erachtens irreduzibles Moment religiöser Erfahrung zu beschreiben. Das mysterium tremendum bildet dort ein Gegensatzpaar mit dem mysterium fascinosum, welches die Erfahrung religiösen Entzückens beschreiben soll: Mysterium tremendum et fascinans. Das Göttliche ist danach immer beides zugleich: Anziehend und abschreckend, fesselnd und bedrohlich.
Die beiden Begriffe spielen vor allem in der evangelischen Theologie und Religionsphilosophie weiter eine wichtige Rolle. Da sie die irrationalen Grunderfahrungen des Religiösen beschreiben sollen, werden sie auch verwendet, um sich von einer rein rational begründeten Religion abzugrenzen.
Sowohl das mysterium fascinosum als auch das mysterium tremendum stellen nach Ansicht von Rudolf Otto Wesenmerkmale und Eigenschaften des Numinosen dar.